# Acronicta dolens
Acronicta dolens là một loài bướm đêm trong họ Noctuidae.